# Santiago Xalitzintla
Santiago Xalitzintla (se pronuncia "Shalitzintla") es una localidad del estado mexicano de Puebla, conocida por ser la población permanente más cercana al cráter del volcán Popocatépetl, forma parte del municipio de San Nicolás de los Ranchos.

## Localización y demografía

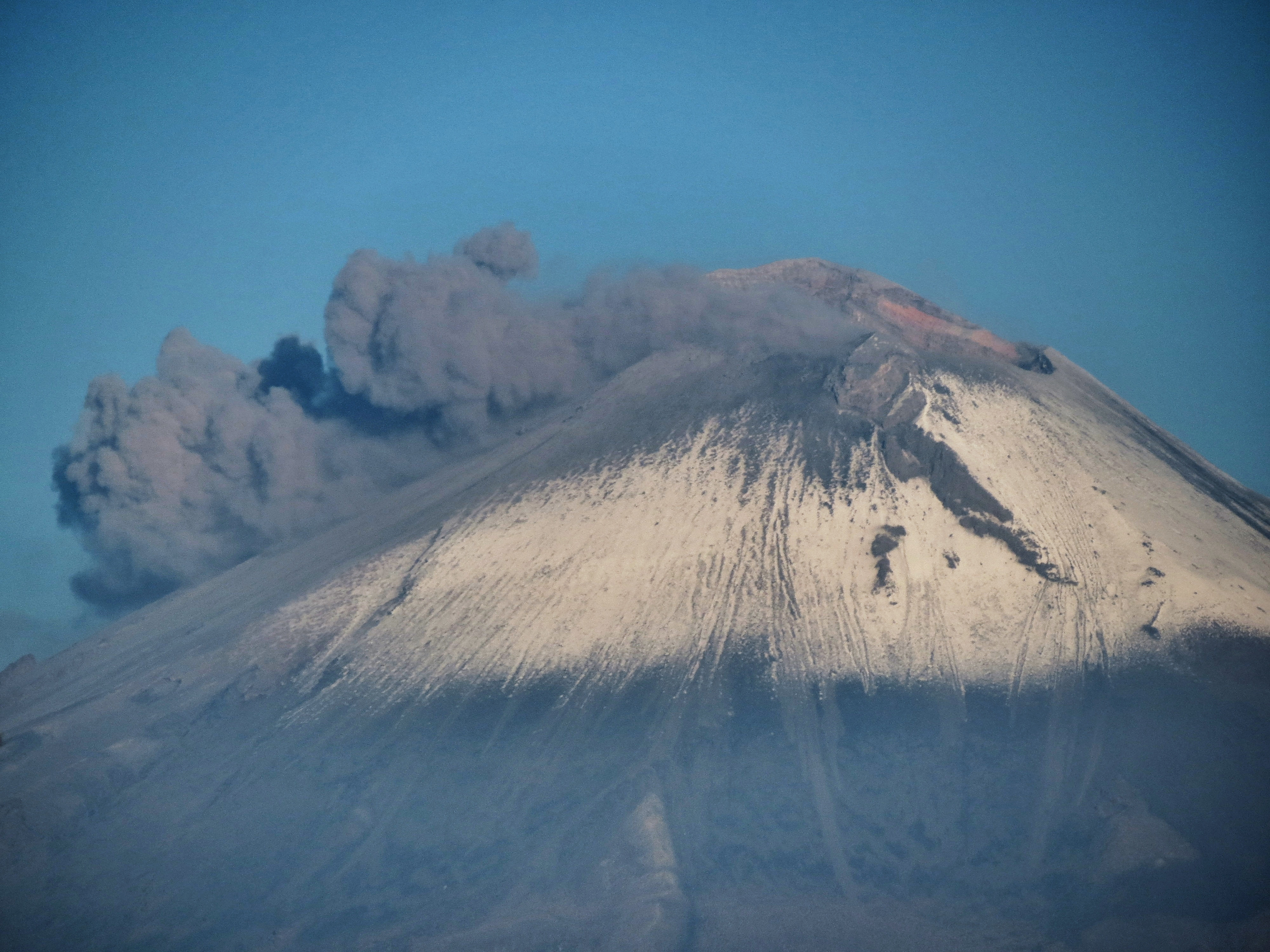
Fumarola en el Popocatépetl.

Santiago Xalitzintla se localiza a 2,560 metros sobre el nivel del mar y en las coordenadas geográficas 19°05′00″N 98°30′58″O / 19.08333, -98.51611 a 2 kilómetros de la cabecera municipal, San Nicolás de los Ranchos y a 12 kilómetros del cráter del volcán, como la población más cercana al Popocatépetl, Santiago Xalitzintla es la comunidad que mayor riesgo corre en caso de una erupción volcánica, principalmente por la posibilidad de ser alcanzada por flujos piroclásticos o lahares producidos por el derretimiento de los glaciares que coronan el volcán, por lo que al ocurrir los picos en la actividad volcánica, como en el mes de diciembre de 2000 se ha visto en la necesidad de ser evacuada su población; sin embargo, los habitantes de Santiago Xalitzintla siempre se han mostrado sumamente reticentes a cualquier evacuación por parte de las autoridades, principalmente debido a una amplia tradición que los lleva a venerar al volcán, al que denominan como Don Goyo y al que atribuyen poderes como el producir las lluvias necesarias para los campos.
COSTUMBRES
El 25 de julio se celebra la fiesta del pueblo en honor al santo patrón Santiago Apóstol, las festividades dan inicio el 24 de julio con las tradicionales mañanitas en la iglesia. Posterior a las mañanitas los mayordomos y segundos, proceden a cambiar de vestimenta a la imagen de Santiago Apóstol.
El día de muertos o 2 de noviembre, en la comunidad esperan a sus fieles difuntos, con ofrendas que se colocan en todos los hogares.